# Bobby Dixon
Robert Lee "Bobby" Dixon,  (Chicago, Illinois, 10 de abril de 1983) es un jugador de baloncesto estadounidense con nacionalidad turca. Con 1.78 de estatura, su puesto natural en la cancha es el de base y escolta. Su nuevo nombre turco es Ali Muhammed.

## Biografía
Tras una gran trayectoria en Europa, solo ha jugado una temporada en la Euroliga en la 2009-10 con el Asvel Basket. Ha jugado dos temporadas la Eurocup con el Pinar y entre las dos ha llegado a los 17 tantos de media.
En 2014-2015, Dixon ha sido uno de los jugadores revelación en la Liga Turca en este curso al promediar 17,3 puntos, 4,6 asistencias y 3,9 rebotes por partido. Fue elegido MVP de las finales al promediar 21 puntos, 3,8 rebotes y 4 asistencias.
En 2015, firma por dos temporadas con Fenerbahçe y cobrará 2,4 millones de euros. Llega con pasaporte turco, ya que acaba de obtener la nacionalidad y jugó con Turquía el Eurobasket 2015.
El 14 de septiembre de 2021, el Fenerbahçe anunció la retirada de Dixon.

## Trayectoria
- Saint-Étienne Basket (2006-2007)
- BCM Gravelines (2007)
- Polpak Świecie (2007-2008)
- Pallacanestro Treviso (2008-2009)
- Le Mans Sarthe Basket (2009)
- ASVEL Basket (2009-2010)
- Pallacanestro Treviso (2010)
- New Basket Brindisi (2010-2011)
- JDA Dijon (2011-2012)
- Pınar Karşıyaka (2012-2015)
- Fenerbahçe (2015-2021)